# Don't Tell Papa
Don't Tell Papa (돈텔파파?) è un film del 2004 scritto da Jang Sa-hyun e diretto da Lee Sang-hoon.

## Trama
Kim Chul-soo e Lee Ae-ran da ragazzi hanno un'avventura da "una botta e via"; Ae-ran tuttavia rimane incinta, e dopo avere segretamente partorito – desiderando recarsi negli Stati Uniti per proseguire gli studi e vedendo il figlio come un contrattempo – lascia il bambino a Chul-soo, facendo perdere le proprie tracce. Chul-soo dimostra fin da subito le proprie mancanze come genitore, tuttavia si affeziona sinceramente al piccolo, che viene chiamato Cho-won; sette anni più tardi, Ae-ran ritorna tuttavia in Corea, intenzionata a riprendersi il bambino.

## Distribuzione
In Corea del Sud la pellicola ha goduto di una distribuzione nazionale a cura della CJ Entertainment, a partire dal 3 settembre 2004.